# Wadi Naqat
El Wadi Naqat  es un valle o río seco, con caudal efímero o intermitente, que fluye casi exclusivamente durante la temporada de lluvias, perteneciente a la cuenca hidrográfica del Wadi al Bih, (subcuenca del Wadi Shah), al noreste de los Emiratos Árabes Unidos, en el Emirato de Ras al Jaima. 
Es afluente por la derecha del Wadi Shah, y se forma principalmente por los barrancos y torrenteras que discurren a través de la vertiente occidental del extremo sur del Jabal Ar Rahrah Ridge, a partir del Jabal Naqat (900 m.)

## Recorrido
El Wadi Naqat discurre principalmente de norte a sur, en paralelo al Jabal ar Rahrah Ridge, y a corta distancia de la última de las cimas más destacadas de esta cresta montañosa: el Jabal Naqat (900 m) pero en el kilómetro final de su recorrido gira completamente hacia el este, cruzando el extremo meridional de la cresta, para desembocar finalmente en el Wadi Shah.
Aunque el Wadi Naqat tiene escaso desnivel en la mayor parte de su recorrido, en ese último kilómetro se precipita hacia su desembocadura con una pendiente del 25 %, y un desnivel negativo de 250 metros, formando un cañón que en época de fuertes lluvias se convierte en una gran cascada con tramos de caída de más de 50 metros.
No hay poblados a lo largo del wadi, salvo algunas granjas aisladas situadas al norte del amplio y fértil valle que forman el propio Wadi Naqat y el Wadi Sal Dhayah, en el área de cultivo conocida como Sal Dhayah / Sall Dhaya, en el lugar que en el pasado ocupaba la antigua aldea de Ruwais, resguardado de las brisas del Golfo Pérsico por la pequeña cadena montañosa coronada por el Jabal Rams (761 m.), que separa este valle de la ciudad de Rams y su vecino Fuerte Dhayah.

## Toponimia

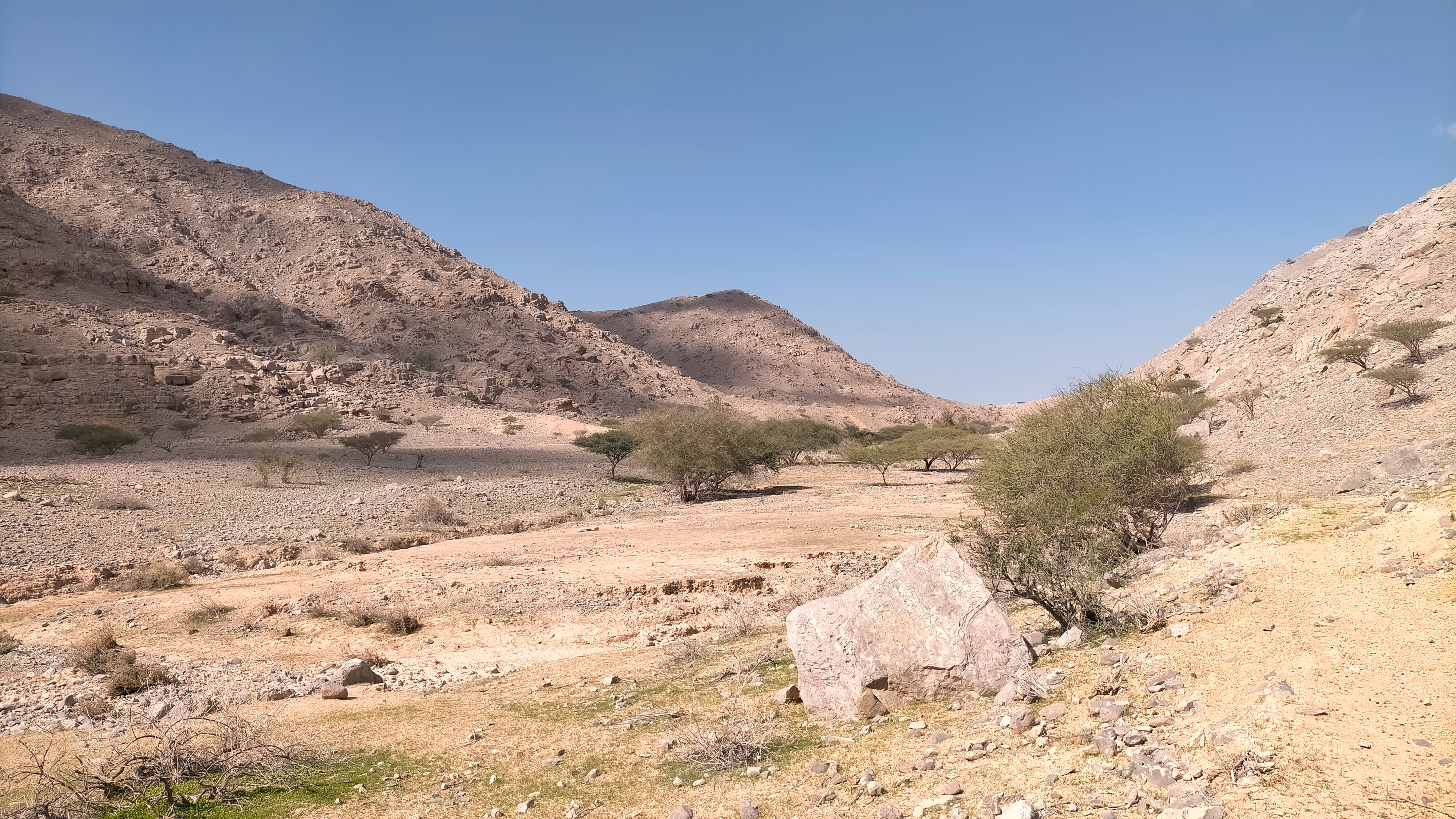
Wadi Naqat. Escasa pendiente en la mayor parte de su recorrido

Los nombres del Wadi Naqat, Jabal Naqat, Wadi Sal y la aldea de Ruwais quedaron registrados en la documentación y mapas elaborados entre 1950 y 1960 por el arabista, cartógrafo, militar y diplomático británico Julian F. Walker, durante los trabajos efectuados para el establecimiento de fronteras entre los entonces denominados Estados de la Tregua, completados posteriormente por el Ministerio de Defensa del Reino Unido, en mapas a escala 1:100.000 publicados en 1971.

## Población

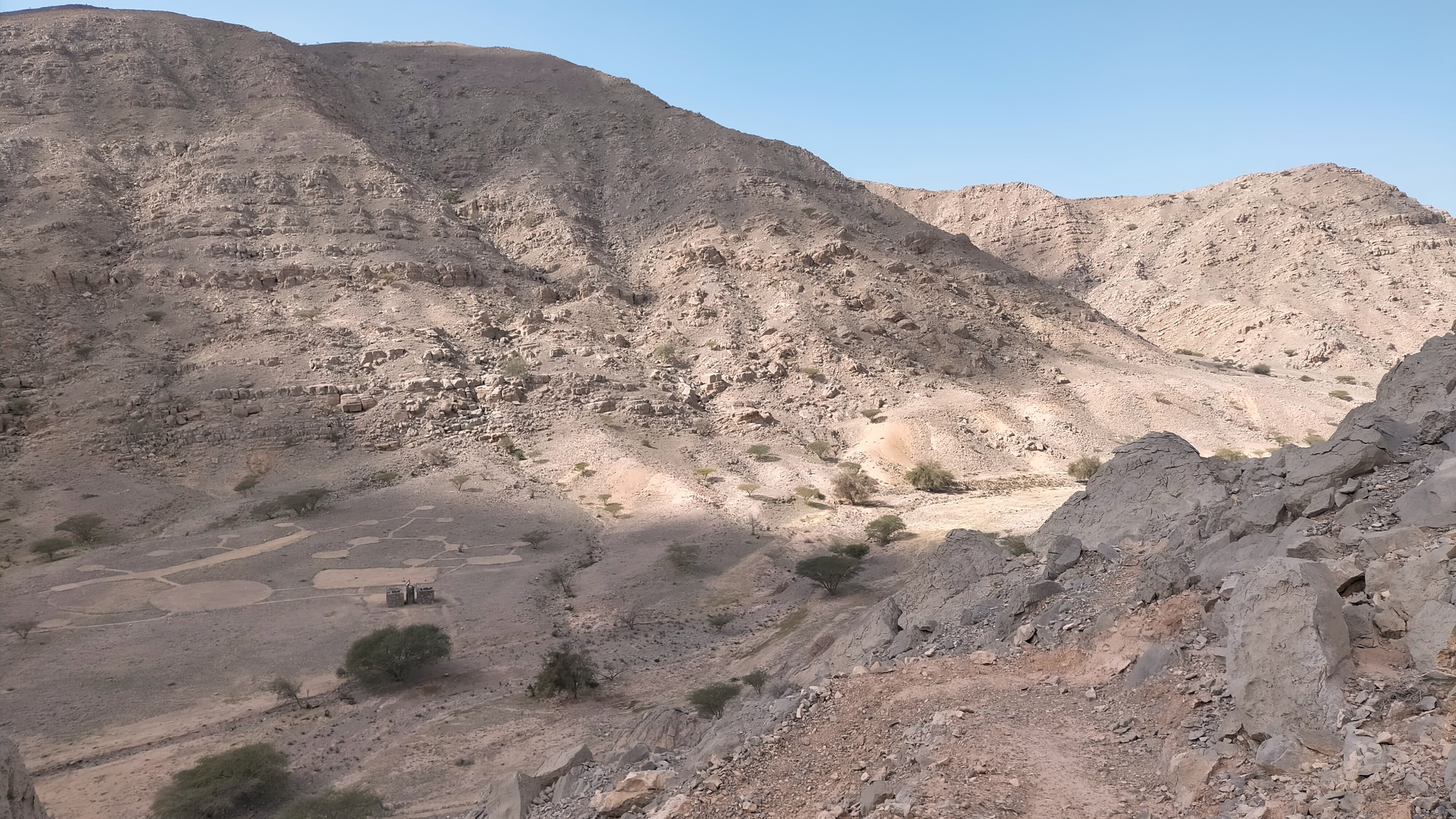
Wadi Naqat. Curso medio

El área geográfica del Wadi Naqat, al igual que la zona correspondiente al Wadi Sal Dhayah, conocida por la abundancia de lluvias y pozos de agua dulce, así como por su rico patrimonio cultural, estuvo poblada históricamente por la pequeña tribu seminómada Bani Shumayli (Bani Shimaili) , que no se consideraba Shihuh, y que tenía su principal núcleo de población en la aldea de Shimal y en el área del Wadi Haqil / Wadi Haqeel.